# Алая пиранга
Алая пиранга (лат. Piranga rubra) — вид птиц семейства кардиналовых. Занесена в Красную книгу МСОП как вид, вызывающий наименьшие опасения (LC). Ранее вид относился к семейству танагровых, как и другие представители этого рода.
Распространена на территории Гватемалы, Гондураса, Коста-Рики, Мексики, Никарагуа, Панамы, Сальвадора и США. 
Размер птицы составляет 17 см в длину. Вес — 29 грамм. Оперение тела у самцов ярко-алое. Самки имеют оливковый верх, оранжевый низ и оливково-коричневые крылья и хвост. 
Природным ареалом алой пиранги являются леса, особенно дубравы. Питаются насекомыми в кронах деревьев или ловят их в полёте. Предпочитают ос и пчёл. Также едят ягоды, отдавая предпочтение Cymbopetalum mayanum (Annonaceae). В зимний период бывает прилетают за пищей в городские парки. Гнездо строят в форме чаши на горизонтальной ветке дерева.